# The Fame Ball Tour
The Fame Ball Tour — первый концертный тур американской певицы Леди Гага.

## История тура
О туре стало известно 12 января 2009 года на официальной странице Myspace. Это был её первый тур, до этого она выступала в качестве разогрева в туре Pussycat Doll World Domination Tour и New Kids on the Block. Гага заявила: «Я считаю, что я делаю концепцию Энди Уорхола: поп-арт выступления, мультимедия, мода, технологии, видео, кино. И все это будет в моем шоу».
Вскоре билеты поступили в продажу, в некоторых городах было по 2 концерта из-за высокого спроса на билеты.
20 февраля 2009 года Huliq News сообщил что Гага пожертвовала билетами и «meet and greet» в нескольких шоу в Канаде и США, а также деньги от продажи билетов пошли на Odyssey Charter School в Лос-Анджелесе из-за сокращения бюджета. Гага подготовила 3 версии шоу для площадок разных размеров.
Она также отметила: «Это будет творческий оргазм внутри меня. Я не ограничиваюсь определенной структурой. Ограничений нет. Я свободна». В мае во время интервью Toronto Sun Гага объявила, что поездки продлятся до летних фестивалей. Летняя версия тура началась в Kool Hause 19 июня 2009 года, со старой группой из Нью-Йорка. Некоторые костюмы были частично, а некоторые - полностью изменены, чтобы соответствовать её настроению и новому вдохновению.

## Описание концерта
Шоу начинается с интерлюдии «The Heart» , в которой Гага предстает в образе своего альтер эго Кенди Вархолд. Интерлюдия проецируется на большой экран пред сценой. По окончании «The Heart» экран падает и начинается песня «Paparazzi». Гага исполняет песню в окружении танцоров, которые держат большие пластины, инкрустированные зеркалами. Во время исполнения на Lady Gaga надето короткое черное платье с зеркальным треугольником на груди. Так же на лице Гага надета зеркальная маска, которую в конце выступления она снимает. Во время исполнения «LoveGame» Gaga одета в то же черное платье , но уже с диско-шестом в руках. После небольшой речи Гага начинает исполнять «Beautiful, Dirty, Rich». Начинается вторая интерлюдия «The Brain». После видео-интерлюдии Lady Gaga начинает исполнять «Money Honey» одетая в первую версию литого топа с черно-белыми молниями, едущая на скутере Vespa, который раскрашен в черный и белый цвета (такая же модель скутера была в клипе на песню «Eh, Eh (Nothing Else I Can Say)». Далее Гага исполняет «Eh, Eh (Nothing Else I Can Say)» и «The Fame» в том же литом топе.
Сменив топ на платье из пластиковых пузырей, Гага садится за стеклянное фортепиано и начинает исполнять «Future Love», которая является единственной песней, исполняемой вживую и не имеющей студийной версии. Во время исполнения Gaga окружена манекенами. «Future Love» перетекает в акустическую версию «Poker Face».  Далее используется интерлюдия «The Face». После Гага исполнила «Just Dance» в юбке и жёлтом пиджаке с плечиками. На бис Гага исполнила песни «Boys, Boys, Boys» и альбомную версию «Poker Face». Гага была одета в купальник цвета хаки с кристаллами, фуражку и перчатки с надписью «GAGA».

## Интересные Факты
- Небольшая часть Starstruck играла в конце Paparazzi.
- Future Love была единственной песней которая игралась вживую не имея студийной версии.
- Тем, кто купил экземпляр альбома «The Fame» доставался её автограф (ограничено)
- Перед акустической части шоу, Space Cowboy выступал с интерлюдией включающей Starstruck, Electric Feel (Justice Remix) от MGMT и Day 'N Nite (Crookers Remix) от KiD CuDi.

## Разогрев
- The White Tie Affair (Северная Америка)
- Chester French (Северная Америка)
- Cinema Bizarre[3] (Северная Америка)
- Gary Go (Великобритания)

## Сет лист

### Северная Америка (первоначальный) (11 март 2009 — 11 апреля 2009)
1. «The Heart» (Интро-видео. Содержит отрывки песни «LoveGame»)
2. «Paparazzi»
3. «LoveGame»
4. «Beautiful, Dirty, Rich»
5. «The Brain» (Интерлюдия. Содержит отрывки песни «The Fame»)
6. «Money Honey»
7. «Eh, Eh (Nothing Else I Can Say)»
8. «The Fame»
9. «Space Cowboy» (Интерлюдия. Содержит отрывки песен «Starstruck»)
10. «Poker Face» (Версия на фортепиано)
11. «Future Love» (Невыпущенная песня)
12. «The Face» (Интерлюдия. Содержит отрывки песен «Just Dance»)
13. «Just Dance» (содержит отрывок из «Just Dance» (Space Cowboy)
14. «Boys Boys Boys»
15. "Poker Face (содержит отрывки из «Poker Face» (Space Cowboy Remix)

Lady Gaga исполняет песню «Poker face»

### Европа / Азия / Австралия (25 апреля 2009 — 29 сентября 2009)
1. «The Heart» (Интро-видео. Содержит отрывки песен «LoveGame» и «Paper Gangsta»)
2. «Paparazzi»
3. «LoveGame» (содержит отрывок из «LoveGame» (LoveGame (Chew Fu Ghettohouse fix)
4. «Beautiful, Dirty, Rich»
5. «The Brain» (Интерлюдия. Содержит отрывки песен «LoveGame» и «The Fame»)
6. «The Fame»
7. «Money Honey»
8. «Boys Boys Boys»
9. «The Face» (Интерлюдия. Содержит отрывки песни «Just Dance»)
10. «Just Dance» (содержит отрывок из «Just Dance» (Space Cowboy)
11. «Eh, Eh (Nothing Else I Can Say)»
12. «Band Introduction» (Инструментальная интерлюдия. Содержит отрывки музыки из песен «Poker Face» и «Bad Romance»)
13. «Brown Eyes»
14. «Poker Face» (Версия на фортепиано)
15. «Poker Face» (содержит отрывки из «Poker Face» (Space Cowboy Remix)

Lady Gaga исполняет песню «LoveGame»

## Музыканты (26.06 - 28.09)
Брайан Лондон - клавиши
Нико Константин - гитара, музыкальный директор
Томми Кафлаен - бас-гитара
Андреас Бробьер - ударные

## Даты концертов
| Северная Америка                  |                      |                |                                        |
| 12 марта 2009 года                | Сан-Диего            | США            | House of Blues                         |
| 13 марта 2009 года                | Лос-Анджелес         | США            | Wiltern Theatre                        |
| 14 марта 2009 года                | Сан-Франциско        | США            | Mezzanine                              |
| 16 марта 2009 года                | Сиэтл                | США            | Showbox at the Winnet                  |
| 17 марта 2009 года                | Портленд             | США            | Wonder Ballroom                        |
| 18 марта 2009 года                | Ванкувер             | Канада         | Commodore Ballroom                     |
| 21 марта 2009 года                | Денвер               | США            | Gothic Theater                         |
| 23 марта 2009 года                | Миннеаполис          | США            | Fine Line Music Cafe                   |
| 24 марта 2009 года                | Чикаго               | США            | House of Blues                         |
| 25 марта 2009 года                | Ройал-Ок             | США            | Royal Oak Music Theatre                |
| 26 марта 2009 года                | Китченер             | Канада         | Elements Nightclub                     |
| 27 марта 2009 года                | Оттава               | Канада         | Bronson Centre                         |
| 28 марта 2009 года                | Монреаль             | Канада         | Metropolis                             |
| 30 марта 2009 года                | Бостон               | США            | House of Blues                         |
| 6 апреля 2009 года                | Орландо              | США            | House of Blues                         |
| 7 апреля 2009 года                | Тампа                | США            | The Ritz Ybor                          |
| 8 апреля 2009 года                | Форт-Лодердейл       | США            | Revolution                             |
| 9 апреля 2009 года                | Атланта              | США            | Center Stage                           |
| 11 апреля 2009 года               | Палм-Спрингс         | США            | Palm Springs Convention Center[A]      |
| Европа                            |                      |                |                                        |
| 25 апреля 2009 года               | Москва               | Россия         | клуб Famous                            |
| Северная Америка                  |                      |                |                                        |
| 1 мая 2009 года                   | Филадельфия          | США            | Electric Factory                       |
| 2 мая 2009 года                   | Нью-Йорк             | США            | Terminal 5                             |
| Океания (with The Pussycat Dolls) |                      |                |                                        |
| 16 мая 2009 года                  | Окленд               | Новая Зеландия | Vector Arena                           |
| 19 мая 2009 года                  | Брисбен              | Австралия      | Entertainment Centre                   |
| 21 мая 2009 года                  | Ньюкасл              | Австралия      | Entertainment Centre                   |
| 22 мая 2009 года                  | Сидней               | Австралия      | Acer Arena                             |
| 23 мая 2009 года                  | Сидней               | Австралия      | Acer Arena                             |
| 26 мая 2009 года                  | Мельбурн             | Австралия      | Rod Laver Arena                        |
| 27 мая 2009 года                  | Мельбурн             | Австралия      | Rod Laver Arena                        |
| 28 мая 2009 года                  | Аделаида             | Австралия      | Entertainment Centre                   |
| 30 мая 2009 года                  | Перт                 | Австралия      | Burswood Dome                          |
| Азия                              |                      |                |                                        |
| 14 июня 2009 года                 | Кларк-Ки             | Сингапур       | The Dome                               |
| Северная Америка                  |                      |                |                                        |
| 19 июня 2009 года                 | Торонто              | Канада         | Kool Haus                              |
| Европа                            |                      |                |                                        |
| 26 июня 2009 года                 | Пилтон               | Великобритания | Glastonbury Festival                   |
| 29 июня 2009 года                 | Манчестер            | Великобритания | Manchester Academy                     |
| 1 июля 2009 года                  | Корк                 | Ирландия       | The Marquee                            |
| 2 июля 2009 года                  | Верхтер              | Бельгия        | Rock Werchter Festival                 |
| 4 июля 2009 года                  | Лондон               | Великобритания | Wembley Stadium (supporting Take That) |
| 5 июля 2009 года                  | Лондон               | Великобритания | Wembley Stadium (supporting Take That) |
| 8 июля 2009 года                  | Валлетта             | Мальта         | Fosos Square                           |
| 9 июля 2009 года                  | Париж                | Франция        | L'Olympia                              |
| 11 июля 2009 года                 | Кинросс              | Великобритания | T in the Park Festival                 |
| 12 июля 2009 года                 | Нейс                 | Ирландия       | Oxegen Festival                        |
| 14 июля 2009 года                 | Лондон               | Великобритания | O2 Academy Brixton                     |
| 16 июля 2009 года                 | Мюнхен               | Германия       | Zenith                                 |
| 17 июля 2009 года                 | Кёльн                | Германия       | Palladium                              |
| 18 июля 2009 года                 | Берлин               | Германия       | Columbiahalle                          |
| 20 июля 2009 года                 | Амстердам            | Нидерланды     | Melkweg                                |
| 21 июля 2009 года                 | Цюрих                | Швейцария      | Maag Event Hall                        |
| 22 июля 2009 года                 | Вена                 | Австрия        | Gasometer                              |
| 24 июля 2009 года                 | Ивиса                | Испания        | Wonderland Eden                        |
| 25 июля 2009 года                 | Амстердам            | Нидерланды     | Paradiso                               |
| 26 июля 2009 года                 | Гамбург              | Германия       | Stadtpark Freilichtbühne               |
| 28 июля 2009 года                 | Хельсинки            | Финляндия      | Kulttuuritalo                          |
| 30 июля 2009 года                 | Осло                 | Норвегия       | Sentrum Scene                          |
| 31 июля 2009 года                 | Копенгаген           | Дания          | K.B. Hallen                            |
| 2 августа 2009 года               | Стокгольм            | Швеция         | Gröna Lund                             |
| Азия                              |                      |                |                                        |
| 7 августа 2009 года               | Осака                | Япония         | Summer Sonic Festival                  |
| 8 августа 2009 года               | Тиба                 | Япония         | Summer Sonic Festival                  |
| 9 августа 2009 года               | Сеул                 | Корея          | Olympic Gymnastics Arena               |
| 11 августа 2009 года              | Кесон-Сити           | Филиппины      | Araneta Coliseum                       |
| 12 августа 2009 года              | Каланг               | Сингапур       | Fort Canning Park                      |
| 15 августа 2009 года              | Макао                | Китай          | Venetian Macao - Cotai Arena           |
| 19 августа 2009 года              | Тель-Авив            | Израиль        | Тель-Авивский центр ярмарок            |
| Европа                            |                      |                |                                        |
| 22 августа 2009 года              | Уэстон-андер-Лайзард | Великобритания | Weston Park                            |
| 23 августа 2009 года              | Челмсфорд            | Великобритания | Hylands Park                           |
| Северная Америка                  |                      |                |                                        |
| 28 сентября 2009 года             | Ричмонд              | США            | Landmark Theatre                       |
| 29 сентября 2009 года             | Вашингтон            | США            | DAR Constitution Hall                  |